# Балабаново (Болгария)
Балаба́ново (болг. Балабаново) — село в Болгарии. Находится в Кырджалийской области, входит в общину Момчилград. Население составляет 139 человек.

## Политическая ситуация
В местном кметстве Вырхари, в состав которого входит Балабаново, должность кмета (старосты) исполняет Баки Фахри Зейнал (Движение за права и свободы (ДПС)) по результатам выборов.
Кмет (мэр) общины Момчилград — Ердинч Исмаил Хайрула (Движение за права и свободы (ДПС)) по результатам выборов.